# Галлетти, Паоло
Паоло Галлетти (итал. Paolo Galletti, 7 марта 1937, Флоренция, Италия — 25 апреля 2015, Таварнелле-Валь-ди-Пеза, Италия) — итальянский пловец, двукратный призёр чемпионата Европы по водным видам спорта в Будапеште (1958).

## Спортивная карьера
11-кратный чемпион Италии: четырежды на дистанции 400 м в/с, шесть раз - 1500 м в/с, один раз - 100 м на спине.
Участник финального заплыва в эстафете 4×200 м вольным стилем на летних Олимпийских играх в Мельбурне (1956), в которой сборная Италии заняла седьмое место. Также выступал на дистанциях 400 и 1500 м на летних Играх в Риме (1960).
На чемпионате Европы по водным видам спорте, проходившем в Будапеште (1958), завоевал серебро в эстафете 4×200 м вольным стилем и бронзу — в заплыве на 400 м вольным стилем.
По окончании спортивной карьеры профессионально занялся живописью.